# 馬基尼奧 (巴拉那州)
馬基尼奧（葡萄牙語：Marquinho），是巴西的城鎮，位於該國南部，由巴拉那州負責管轄，面積511平方公里，海拔高度841米，2010年人口4,983，該城鎮人口密度每平方公里9.75人。